# کوبچکی
کوبچکی (به لهستانی:  Kubeczki) یک روستا در لهستان است که در گمینا پاکوسواو واقع شده‌است.